# 莉萨·辛普森
莉萨·玛丽·辛普森（東森台灣翻譯为点子，FOX台灣頻道版譯為花枝）是动画片《辛普森一家》中的虚构人物，由亚德利·史密斯配音。莉萨是辛普森家的第二个孩子，首次出现于1987年4月19日《特蕾西·厄尔曼秀》插播的《辛普森短剧》第一集“Good Night”中。
漫画家马特·格勒宁在等待同詹姆斯·L·布鲁克斯会面时创作出了莉萨。格勒宁最初被邀请去参与创作《地狱生活》（是他早先的一部漫画作品）的动画短剧，但他最终创造出了一套全新的角色。他用他妹妹莉萨·格勒宁的名字来为辛普森家的大女儿命名。在《特蕾西·厄尔曼秀》上播映了3年后，福克斯决定将其改编为独立的动画片，并于1989年12月17日首播。
8岁的莉萨·辛普森，是霍默·辛普森和玛琦·辛普森的第二个孩子。她有一个哥哥巴特·辛普森，还有一个妹妹玛吉·辛普森。她非常聪明（IQ高达156或159），会吹奏上低音萨克斯，是春田镇小学二年级的小学生。她在第七季中成为素食主义者，第十三季裡則皈依為佛教徒并投身于各种政治活动中，包括西藏独立运动。她曾出现在与《辛普森一家》相关的各种产品中：例如电视游戏、《辛普森一家大电影》、商业广告、漫画书以及各种各样的商品。
亚德利·史密斯本来准备为巴特配音，而南希·卡特赖特（后来为巴特配音）准备为莉萨配音。但制片人认为史密斯的声线太高不适合男孩，于是便让她为莉萨配音。在《特蕾西·厄尔曼秀》的短剧裡，莉萨在某种程度上是“女巴特”，和她哥哥一样调皮捣蛋，但随着系列的不断发展，她逐渐成为一名经验丰富且聪明的角色。莉萨尖尖的发型与众不同，许多画师都认为她是《辛普森一家》中最难画的角色。
莉萨是《辛普森一家》中的不朽角色之一。《电视指南》在“史上最伟大的50名动画角色”评选裡，将莉萨和她的哥哥并列第11名。莉萨是一位公认的环保主义者，她曾在几集中得到创世纪奖和环保媒体奖。1992年，亚德利·史密斯因其杰出的配音表演获得了黄金时段艾美奖。2000年，代表莉萨及其家人的一颗星星被镶入好莱坞星光大道。

## 在《辛普森一家》中扮演的角色
辛普森一家使用了一种叫做“凍結時間線”的叙事方式。在这种叙事方式中，每个角色不会变老，例如莉萨总是8岁大。这部动画所表现的年代总是它播出的年代(除了倒敘和提前敘述。在少数几集中，各种特殊的事件被安排到特定的时期，尽管这些事件同之后的剧集相冲突。莉萨出生的年份在"莉薩的第一個詞"(第4季)中是1984的奥运时期。剧集"那齣90年代的戲"(第11季)中的情节与之前已经确定的剧情相抵触，例如在这集中荷马与玛琦在90年代时并没有孩子。莉萨热爱音乐，尤其是爵士乐。她喜欢吹萨克斯还同一位爵士音乐家「牙齦出血」墨菲交上了朋友，她把他当作自己的偶像。在1990年的"呻吟的莉薩"(第1季)一集中墨菲帮助莉萨摆脱了忧愁。后来在1995年播出的"'Round Springfield"(第6季)中，墨菲的死又使她十分地难过。
莉萨曾同几个男孩十分友好，在"我愛莉薩"(第4季 1993年)中曾出于同情和拉爾夫·維古姆约会。。在"Lisa's Date with Density"(第8季 1996)中莉萨爱上了納爾遜·芒茨并试图改变他"坏小子"的形象。在辛普森一家大电影中出现的科林令她一见钟情。米尔豪斯非常喜欢她，经常向她暗示自己的感情，却没有赢得莉萨的好感。莉萨说过“米尔豪斯像面包上的凡士林”Scully, Mike; Dietter, Susie. . . 第08季. 第07集. 1996-12-15. 福克斯电视台.但在"The Last of the Red Hat Mamas"一集中，莉萨秘密地喜欢上了米尔豪斯，但当发现米尔豪斯与另一个女孩很亲近而轻视自己的感情后，莉萨愤怒地拿着树枝追打米尔豪斯。
莉萨是辛普森一家最聪明的人，在很多剧集都着力表现她为了各种原因而斗争。比如在"Fraudcast News"中，她为了言论自由与蒙哥马利·伯恩斯作对。莉萨总是因为有着“一个品行端正、冷静的态度”而受人关注，正像为《辛普森一家》写过剧本的作家David X. Cohen说的：“你觉得只有她真的在乎。” 莉萨的政治上相信自由主义，经常同别人争论。她是个素食主义者、女权主义者、环保主义者并支持同性婚姻。尽管莉萨支持从小就去的基督教教堂，她在"She of Little Faith" (第13季 2001)一集中了解了八正道后成为了佛教徒。

## 角色

### 创造与早期形象
1986年马特·格勒宁在制片人詹姆斯·L·布鲁克斯的办公室休息室里设计了莉萨和她的家人。当时格勒宁被叫去为"特蕾西·厄尔曼秀"节目制作一系列短片，并准备以他的漫画《地狱里的生活》 为基础。当他意识到制作《地狱里的生活》动画需要他放弃他的出版权时，格勒宁用了另一种方法，他匆忙地画下了他设计的機能不全家庭 ，并用自己家里人的名字为这些角色命名。莉萨是以格勒宁的妹妹的名字命名的。但除了名字相同以外以外她的妹妹和莉萨很少有相似之处。在"特蕾西·厄尔曼秀"短剧中，莉萨只是稍微地表现出了自己的聪明才智。她当时更像是一“女巴特”，而且被简单地描述为“排行中间的孩子”。当时的莉萨几乎同巴特一样淘气，但更多时候是巴特的恶作剧的旁观者，几乎没有任何个性。
莉萨同她的家人一起于1987年4月19日在"特蕾西·厄尔曼秀"节目中的辛普森短剧的第一集Good Night第一次出现。1989年，这部短片被改编成了《辛普森一家》——一个半小时长的电视续剧并于福克斯电视台播放。莉萨和辛普森家依然是新节目的主要角色

### 设计

莉萨的早期形象

马特·格勒宁设计辛普森家所有成员时希望他们都能被一眼认出来一家人画得很粗糙，因为格勒宁只把基本的草图给了画师，以为他们能把多余的线条擦去，但他们只是按照格勒宁的底稿重描了一遍。莉萨的外表十分独特。在一些早期剧集中，配角也有类似莉萨的头型，但后来除了玛琦以外没有人再有和莉萨一样的发型了。在设计莉萨时，格勒宁“没有费心去像女生的发型”。当时，格勒宁主要用黑白的颜色画，当设计莉萨和玛琦的时候，他只是画了像海星一样尖脑袋的发型，却没想过这些角色有一天会成为彩色的。
动画片的画师在画莉萨的头发时使用他们叫做“3-3-2组合”的方法：先画一个圆，再画两条曲线(一条垂直一条水平)，然后在两条线的交叉处画眼睛。垂直的线一直伸展到圆外形成第一个三角形，再头部后面加两个三角形。接着向头部前面加三个三角形。(莉萨脸的方向)几个辛普森一家的画师，包括皮特·麦克和大卫·西尔弗曼认为莉萨是辛普森一家中最难画的角色。西尔弗曼解释说："她的头发型太抽象了。" 

### 配音
荷马与玛吉的角色由丹·卡斯泰拉内塔和朱莉·凯夫纳配音，因为他们已经是"特蕾西·厄尔曼秀"演员中的一部分了。制作者决定保留巴特和莉萨的配音演员。 南希·卡特賴特 打算为莉萨试音，但她不喜欢莉萨这个角色乏味的描述——"排行中间的孩子"，于是她决定为巴特配音。演员挑选人博妮塔·彭培佳在看过亚德利·史密斯在戏剧Living on Salvation Street的表现后决定引进她。史密斯最初对为动画片配音很犹豫，但她的代理人权她试一试。Smith最初打算为巴特配音但彭培佳认为她的嗓音太高。史密斯后来回忆：“我配的音听起来总是像个女生，我为巴特试音读了一两行他们就说：‘谢谢您的光临。’” 彭培佳把莉萨这个角色交给了史密斯

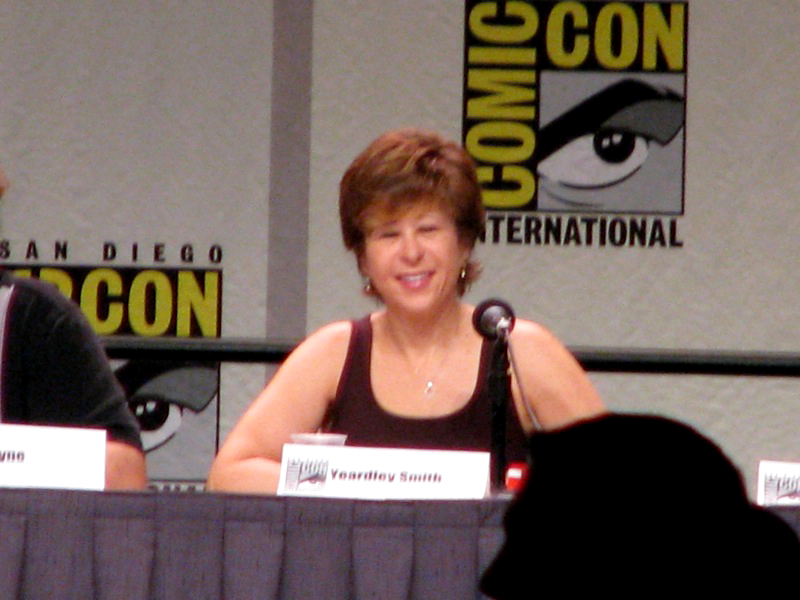
配音演员 亚德利·史密斯

史密斯与节目的作家共同使莉萨的个性更为确定，她的演技在整个动画的制作过程中也有了发展。在卡特賴特的回忆录《My Life as a Ten-Year-Old Boy》中，卡特賴特写：“靠着作家的才智与坦诚投入的表演，亚德利·史密斯已经使莉萨成为了一个有领导才能、富有同情心并拥有超乎她年龄层次的能力的孩子。我们不仅希望我们自己的孩子成为莉萨·辛普森一样的人，也希望所有的孩子都像她一样。但当她第一次出现在"特蕾西·厄尔曼秀"上时，她只是一个8岁大、没有任何性格的动画角色。
莉萨是唯一由史密斯配音的常规角色。她需要将自己的声调稍稍提高来为这个角色配音。在一些早期剧集中，她偶尔为玛琦配音，但她很少为其他角色配音。通常这些角色都是莉萨的衍生人物，比如"Last Tap Dance in Springfield" (第11季 2000)中的莉萨·贝拉、"Missionary: Impossible"(第11季 2000)中的Lisa Jr。
尽管莉萨·辛普森十分出名，但是史密斯在公共场所很少被人认出来，但她并不介意，她说：“能在这么受人欢迎的节目工作而却能不引人注意真是太好了。人们从来不会因为我的嗓音认出我来。” 2009年她接受杂志衛報的采访时说：“这是我做过最好的工作。我很感激于辛普森一家给我生活带来的自由。尽管史密斯在1992年因为出众的配音而获得了黄金时段艾美奖，她认为这一点也不重要，她说："我甚至还觉得这算不上一个真正的艾美奖。" 但是史密斯还是觉得她在这部动画片里的配音十分成功：“如果非要让我与一个虚构角色联系起来，我会很惊讶地发现我会选莉萨·辛普森。” 马特·格勒宁认为史密斯非常像莉萨：“对于自己配音的角色亚德利有着道德观点。马特·格勒宁认为史密斯非常像莉萨：“"亚德利对自己所配音的角色有着很强的道德要求。亚德利有时念完给莉萨写的台词会说：‘不，我不会那样说的。’” 辛普森一家编剧杰·科根称赞她的表演，特别是在"Lisa's Substitute"(第2季 1991)一集中，她的表演能够“把喜剧变得严肃、激动人心”。
在1998年前，史密斯的薪酬是每集30,000美元。1998年时发生了薪酬纠纷，当时福克斯威胁替换掉6个主要配音演员，甚至已经开始寻找新配音演员。这场薪酬纠纷不久就被化解，在2004年以前，史密斯每集的薪酬是125,000美元。2004年，配音演员要求每集360,000美元的薪酬。这个问题一个月后得到了解决。史密斯每集能赚250,000美元。2008年又发生了新的薪酬谈判，现在每位配音演员能获得每集大约400,000美元的报酬。

### 性格的发展
在"特蕾西·厄尔曼秀"短剧中，莉萨是一个“女巴特”：同样淘气却缺少性格。随着动画片的不断制作，莉萨成为了一个更加聪明更富有情感的角色。她在剧集Krusty Gets Busted(第一季 1990)中表现了自己的智慧，她帮助巴特戳穿了杂耍鲍勃试图以持枪抢劫罪诬陷小丑库斯提的阴谋。很多剧集集中表现莉萨富有情感的天性，比如"Moaning Lisa" (第1季 1990)。这集是由詹姆斯·L·布鲁克斯构想出的，他想制作出一集表现莉萨的悲伤故事，来补充第一季中其他的玩笑故事。
自从"Lisa the Vegetarian"(第7季 1995)以后，莉萨永远地成为了一名素食主义者，成为了黄金时段节目中第一个做这样决定的角色。这集的作者是大卫·S·科恩(第一次独自写剧本)，他在在吃午餐的时候突然有了这个想法。而监制人大卫·伯金正好刚刚成为一名素食主义者，立刻采纳了这个主意。这一集中好几个莉萨的经历都基于伯金自己的经历。这集的明星嘉宾，音乐家保罗·麦卡特尼是一位忠实的素食主义者和动物权利保护者。麦卡特尼要求在动画中出现的前提是莉萨会一直是一位素食主义者，而不会在下一周就改回来(就像这类喜剧一样)。莉萨的这个性格的改变于是就一直保留下来。在"She of Little Faith"(第13季)中莉萨成为佛教徒时她的性格又有了永久性的改变。
莉萨吹上低音萨克斯，在好几集中它成为了情节线索。按照马特·格勒宁的说法，之所以选择低音萨克斯管，是因为他觉得一个8岁小女孩吹萨克斯很有趣。他又说：“但她不总是吹上低音萨克斯因为画师们不知道它到底是什么样，所以它每集的形状总是不一样。这部动画最著名的开场场景之一就是莉萨在被赶出音乐课堂后的一段即兴萨克斯独奏。辛普森一家的作曲家阿尔夫·克劳森说奏这段萨克斯独奏的音乐家并没有刻意像个二年级小孩一样演奏，而把莉萨当成一个真正的好的演奏者。

### 性格
莉萨觉得自己因为自己的知识而不适合辛普森家。你很难在其他春田镇民们的身上发现她的性格特征，比如按较和平的方式行事。莉萨的学识包括很多学科，从天文学到医药学，而且她更关注世界局势胜过关心自己在春田镇的生活。她总是表现出强烈的正义感，同情弱者。她总是揭露很多阴谋和谎言，但这往往使她成为人们眼中的“异类”。她在学校不受欢迎，连一个真正的朋友都没有。尽管她反对社会中规范的行为往往是有建设性与应用的，她偶尔也自以为是。在"Lisa the Vegetarian"一集中, 冲动的她毁掉了他父亲的烤猪，但后来她为她的行为而道歉。一些剧集也攻击了莉萨的理想主义。在"Bart Star", (第9季 1997)一集中，莉萨显然在寻找需要改革的目标， 明确地表示她——一个女孩，要加入橄榄球队。当教练内德·弗兰德告诉她球队上已经有女生时，她犹豫了，还说：“玩橄榄球不适合她。”她又表示她厌恶用猪皮做的橄榄球，但是有个女生告诉她她们的橄榄球是用合成纤维做的时，莉萨显得十分紧张，跑开了。
据说莉萨的IQ是156。在剧集"They Saved Lisa's Brain"(第10季 1999)中，她成为了春田镇门萨国际的成员。在"The PTA Disbands"(第6季 1995)一集中当因为教师罢课而不能上学时，她因为突然缺乏表扬而出现了脱瘾症状。她甚至要求她的妈妈没有任何原因地给她打分。在《Planet Simpson》中，Chris Turner写道：“这些特点使莉萨显得更加真实，因为“没有哪个完美的角色让人觉得真实”。 
尽管她很有天赋，莉萨经历特有的儿童问题，有时需要成年人的帮助。比如，在"Lost Our Lisa"(第9季 1998)一集中，她骗荷马允许她单独坐公交车，最终却绝望地迷路了并且需要他父亲的帮助。在《Planet Simpson》一书中Chris Turner认为这件事向我们说明了：“尽管莉萨这样能像教授一样讲课或像大人一样发起抗议，她也不是一个真正的成年人。”在The Simpsons and Philosophy: The D'oh! of Homer中Aeon J. Skoble 认为尽管莉萨十分聪明，她依然是一个很普通的儿童，喜欢玩Malibu Stacy玩偶，喜欢小马，拨打科里热线，喜欢看癢癢鼠與抓抓貓。他写道：“有人也许会说这是典型的小孩的行为，但很多事情表明莉萨呈现的不只是一种奇异的智慧，她对癢癢鼠與抓抓貓的热爱和拨打科里热线好像就十分引人注目了。莉萨是一个代表逻辑与智慧的形象化符号，但她对科里的崇拜使得她不比我们强。
莉萨偶尔担心她家庭的习惯影像到她的智力，比如在"Lisa the Simpson"(第9季 1998)中她担心辛普森基因会让她越来越笨，但后来她发现这个基因只作用于男性。她经常因为她的家人而感到难堪：她父亲糟糕的教育方式和愚蠢的个性、她母亲陈旧的形象和糟糕的交往能力、她调皮的哥哥反叛的天性。就像《The Yellow Album》中《I Just Can't Help Myself》中莉萨的歌词一样："我就像放错书架的书一样(I feel like a book,that's on the wrong shelve)"她害怕玛琦长大后也会像她的家人一样，于是她试着教她一些复杂的事物。克里斯·特纳(Chris Turner)在《Planet Simpson》中写道 ：“莉萨一直在为她呼喊的灵魂寻找慰藉，但她所找到的最可信赖的真理的源头就是她所信任的——她的家庭。莉萨从她的家人中的到恒心、满足感。她对家人的忠心在"Lisa's Wedding"(第6季 1995)中被明显地表现出来，在家人和有教养的未婚夫之间，她选择了前者。在"Mother Simpson"(第7季 1995)中她第一次遇见了她的奶奶。Mona也十分聪明，作家应该是通过这点解释莉萨聪明才智的遗传源头。

## 反映

### 正面评价
自从这部动画片开播以来莉萨就十分受欢迎。《电视指南》(TV Guide)杂志把她(同她的哥哥一同)排在了“有史以来最伟大的50个卡通角色”排行榜中的第11位。亚德利·史密斯在1992年靠在"Lisa the Greek"(第3季)中出众的配音而获得了黄金时段艾美奖。很多着力表现莉萨的剧集得了艾美奖 ，包括"Homer vs. Lisa and the 8th Commandment"(第2季 1991)、"Lisa's Wedding"(第6季 1995)和2001年的"HOMR"。在2000年，一颗代表莉萨和她的家人的星星嵌上了好莱坞星光大道。
莉萨的环保主张广受好评。2001年，莉萨在环保媒体奖(Environmental Media Awards)上收到了一个特殊的奖项。动画片"Lisa the Vegetarian" 获得了若干奖项。几个其他表现莉萨大胆地为动物权利发言的剧集获得了包括1994年的"Whacking Day"、1995年的"Bart Gets an Elephant" 2007年的 "Million Dollar Abie" 和2009年的"Apocalypse Cow" 

### 文化影响
在“为什么要民主？”网站进行的一次“谁是你心目中的世界总统”民意调查中，莉萨·辛普森的票数曾经位列第一，后来才被俄罗斯总理普京超过。
Watching The Simpsons 的作者Jonathan Gray认为莉萨大概是电视中出现过的最好的、持续时间最长的支持男女平等主义的角色。她是这部动画的核心，她经常质疑性别政治。
据善待动物组织（PETA）所说，莉萨是第一个黄金时段电视节目中出现的素食主义者。2004年，该组织把莉萨列到了史上最善待动物的角色名单中。2008年，环境保护组织网站The Daily Green用它的"绿色之心"(Heart of Green)奖赞赏了莉萨在辛普森一家大电影中保护湖水的行为。他们写道：“年轻的莉萨·辛普森鼓舞了一代人收到教育，参与到全球事务中，从男女平等主义到保护环境。Mario D'Amato，一个在佛罗里达州Rollins College佛学专家把莉萨形容成“思想开放的、深思的、道德的并乐于在不同方面改善自己的孩子，还保留了童年的天真无邪。这些都是非常好的品质，都是被佛教所提倡的。
莉萨和她的家人对英语习语有着重要的影响。莉萨使用的表示轻蔑的“Meh”于2008年被柯林斯英语词典(Collins English Dictionary)收录1996年，纽约时报The New York Times刊登了一篇文章，叙述莉萨鼓舞了很多孩子，特别是女孩，学习萨克斯。

### 商业推销

《莉萨漫画》的封面

莉萨出现在所有的辛普森一家的出版物、玩具和其他商品中。2006年出版的The Lisa Book描述了莉萨的性格和特性。其他的商品包括玩具、海报、玩偶、摇头娃娃和衣服，比如拖鞋、T恤衫、棒球帽和拳击短裤。莉萨出现在了为Burger KingC.C. Lemon、Church's Chicken、Domino's Pizza、Kentucky Fried Chicken、Ramada Inn、Ritz Crackers、Subway和Butterfinger制作的广告中。
2009年4月9日，美国邮政管理局公布了44美分印有莉萨和辛普森家其他家庭成员的邮票。这些由马特·格勒宁设计的邮票在2009年正式出售。
莉萨也出现在了其他与辛普森一家有关的媒体中。她出现在每个辛普森電子遊戲中，包括2007年出品的辛普森遊戲 除了在电视节目中露面以外，莉萨还出现在辛普森一家漫画中，这个系列的漫画最早与1993年11月29日并每月出版一期。莉萨也出现在了电子游戏The Simpsons Ride中。

## 脚注
1. ↑  Daniels, Greg; Reardon, Jim. . . 第06季. 第19集. 1995-03-19. 福克斯.
2. ↑  . . 1997年5月4日.
3. ↑  . . 2004年2月22日.
4. 1 2 3  Turner 2004，第78¨C79頁
5. ↑  Jean, Al; Reiss, Mike; 里奇·摩尔. . . 第03季. 第01集. 1991-09-19. 福克斯电视台.
6. ↑  Martin, Jeff; Kirkland, Mark. . . 第04季. 第10集. 1992-12-03. 福克斯电视台.
7. ↑  Canning, Robert. . IGN. 2008-01-28  [2010-05-06]. （原始内容存档于2009-02-10）.
8. ↑  Selman, Matt; Kirkland, Mark. . . 第19季. 第11集. 2008-01-27. 福克斯电视台.
9. ↑  Jean, Al; Reiss, Mike; Archer, Wes. . . 第01季. 第06集. 1990-02-11. 福克斯电视台.
10. ↑  Sternin, Joshua; Ventimilia, Jeffrey; Moore, Steven Dean. . . 第06季. 第22集. 1995-04-30. 福克斯电视台.
11. ↑  Mula, Frank; Archer, Wes. . . 第04季. 第15集. 1993-02-11. 福克斯电视台.
12. 1 2 3  Scully, Mike; Dietter, Susie. . . 第08季. 第07集. 1996-12-15. 福克斯电视台.
13. ↑   (Film). 20世纪福克斯公司. 2007.
14. ↑  H. Cohen,Joel; Joel H. Cohen. . . 第17季. 第07集. 2005-11-27. 福克斯电视台.
15. ↑  唐·佩恩; 唐·佩恩. . . 第15季. 第12集. 2005-11-27. 福克斯电视台.
16. ↑  De Waal, Shaun. . Mail & Guardian. July 27, 2007  [6 October 2010]. （原始内容存档于2011-11-19）.
17. ↑  Cohen, David S.; Groening, Matt; Meyer, George; Michels, Pete; Scully, Mike; Smith; Yeardley. (2005). Commentary for "en:Lisa the Skeptic", in The Simpsons: The Complete Seventh Season [DVD]. 20世纪福克斯公司
18. ↑  . Channel 4. February 16, 2009  [6 October 2010]. （原始内容存档于2010-10-01）.
19. ↑  Curran, Kevin; Kruse, Nancy. . . 第1季. 第12集. 2003-02-16. 福克斯电视台.
20. ↑  Freiberger, Bill; Moore, Steven Dean. . . 第13季. 第06集. 2001-12-16. 福克斯电视台.
21. 1 2 3  BBC.  (DVD). UK: 20th Century Fox. 2000  [2011-02-01]. （原始内容存档于2011-09-27）.
22. ↑  Rose, Joseph. . en:The Oregonian. 2007-08-03  [2008-01-19]. （原始内容存档于2012-07-04）.
23. 1 2  Mirkin, David. (2004). Commentary for "en:Boy-Scoutz N the Hood", in The Simpsons: The Complete Fifth Season [DVD]. 20th Century Fox.
24. 1 2 3  Cartwright 2000，第35¨C40頁
25. ↑  Richmond 1997，第14頁
26. ↑  Groening, Matt. (2005). Commentary for "Fear of Flying", in The Simpsons: The Complete Sixth Season [DVD]. 20世纪福克斯公司.
27. ↑  Groening, Matt; Reiss, Mike; Kirkland, Mark. (2002). Commentary for "en:Principal Charming", in 《辛普森一家》: The Complete Second Season [DVD]. 20th Century Fox.
28. 1 2  Silverman, David; Reardon, Jim; Groening, Matt. (2005). Illustrated commentary for "en:Treehouse of Horror V", in The Simpsons: The Complete Sixth Season [DVD]. 20th Century Fox.
29. ↑  Groening, Matt. (2006). "A Bit From the Animators", illustrated commentary for "All Singing, All Dancing", in The Simpsons: The Complete Ninth Season [DVD]. 20th Century Fox.
30. ↑  Archer, Wes; Groening, Matt; Kirkland, Mark. (2005). "A Bit From the Animators", illustrated commentary for "en:Summer of 4 Ft. 2", in The Simpsons: The Complete Seventh Season [DVD]. 20th Century Fox.
31. ↑  Michels, Pete. (2006). "A Bit From the Animators", illustrated commentary for "All Singing, All Dancing", in The Simpsons: The Complete Ninth Season [DVD]. 20th Century Fox.
32. ↑  Lee, Luaine. . Melbourne: en:The Age. 2003-02-27  [2007-08-18]. （原始内容存档于2014-09-05）.
33. ↑  . BBC News. 2000-11-10  [2007-05-16]. （原始内容存档于2008-12-30）.
34. 1 2  Paul Freeman. . The Washington Times. 1994-11-20.
35. 1 2  Charles Miranda. . The Daily Telegraph. 2007-12-08: 8E.
36. 1 2 3 4  Heidi Vogt. . en:The Spokesman-Review (Associated Press). 2004-04-04.
37. ↑  Larry Carroll. . en:MTV. 2008-10-26  [2007-07-29]. （原始内容存档于2007-12-20）.
38. ↑  Charles Miranda. . The Daily Telegraph. 2007-12-08: 8E.
39. ↑  Smith, Yeardley.  (DVD). 20th Century Fox. 2007.
40. ↑  Smith, Yeardley. (2008). Commentary for “Missionary: Impossible”, in The Simpsons: The Complete Eleventh Season’’ [DVD]. 20th Century Fox.
41. 1 2 3  L.W. Michion. . Simpsons Illustrated Magazine, Volume 1, Number 5. Spring 1992: 20¨C23.
42. 1 2  Peter Sheridan. . Daily Express. 2004-05-06.
43. ↑  Lisa Marks. . The Guardian (London). 2009-01-16  [2009-02-16]. （原始内容存档于2009-02-06）.
44. 1 2  Glaister, Dan. . Melbourne: The Age. 2004-04-03  [2008-10-26]. （原始内容存档于2018-03-18）.
45. ↑  . en:CBS News. 2004-05-01  [2008-09-21]. （原始内容存档于2013-11-10）.
46. ↑  . en:BBC News. 2008-06-03  [2008-10-26]. （原始内容存档于2008-09-14）.
47. 1 2  Rhodes, Joe. . Entertainment Weekly. 1991-07-26  [2010-03-08]. （原始内容存档于2010-01-09）.
48. ↑  Reiss, Mike. (2001). Commentary for "en:Krusty Gets Busted", in The Simpsons: The Complete First Season [DVD]. 20th Century Fox.
49. ↑  Reiss, Mike. (2001). Commentary for "Moaning Lisa", in The Simpsons: The Complete First Season [DVD]. 20th Century Fox.
50. 1 2  . PETA. 2004-05-04  [2008-10-27]. （原始内容存档于2007-06-14）.
51. ↑  Cohen, David S.; Groening, Matt; Mirkin, David. (2005). Commentary for "en:Lisa the Vegetarian", in The Simpsons: The Complete Seventh Season [DVD]. 20th Century Fox.
52. ↑  . ecorazzi. 2009-08-26  [2009-11-15]. （原始内容存档于2009-09-01）.
53. ↑  . en:The New Zealand Herald. August 28, 2009  [2009-08-27]. （原始内容存档于2012-12-20）.
54. ↑  Pinsky 2007，第171頁
55. 1 2  Barron, James. . The New York Times. 1996-01-14  [2010-03-12]. （原始内容存档于2009-03-28）.
56. ↑  Gross, Michael. . 衛報 (London). 2003-10-30  [2010-03-19]. （原始内容存档于2010-08-18）.
57. ↑  Pinsky 2001，第46頁
58. ↑  Cohen, David X.; Kirkland, Mark. . . 第07季. 第05集. 1995-10-15. 福克斯电视台.
59. ↑  Turner 2004，第229頁
60. ↑  Turner 2004，第230頁
61. ↑  Cohen, David X.; Kirkland, Mark. . . 第09季. 第06集. 1997-11-09. 福克斯电视台.
62. ↑  Swartzwelder, John; Reardon, Jim. . . 第08季. 第23集. 1997-05-04. 福克斯电视台.
63. ↑  Selman, Matt; Michels, Pete. . . 第10季. 第22集. 1999-05-09. 福克斯电视台.
64. 1 2  Turner 2004，第201頁
65. ↑  Crittenden, Jennifer; Scott III, Swinton O. . . 第06季. 第21集. 1995-04-16. 福克斯电视台.
66. 1 2  Turner 2004，第203頁
67. ↑  Scully, Briann; Michels, Pete. . . 第09季. 第24集. 1998-05-10. 福克斯电视台.
68. ↑  Skoble 1999，第31¨C32頁
69. ↑  Gates, Anita. . The New York Times. 2000-04-09  [2010-03-08]. （原始内容存档于2010-10-24）.
70. ↑  Goldreyer, Ned; Dietter, Susie. . . 第09季. 第17集. 1998-03-08. 福克斯电视台.
71. ↑  Turner 2004，第233頁
72. ↑  Daniels, Greg; Reardon, Jim. . . 第06季. 第19集. 1995-03-19. 福克斯电视台.
73. ↑  Appel, Rich; Silverman, David. . . 第07季. 第08集. 1995-11-19. 福克斯电视台.
74. ↑  Appel, Rich. (2005). Commentary for "Mother Simpson", in The Simpsons: The Complete Seventh Season [DVD]. 20th Century Fox.
75. ↑  . CNN. 2002-07-30  [2007-08-25]. （原始内容存档于2007-08-11）.
76. 1 2  . Emmys.org.   [2008-01-18]. （原始内容存档于2009-04-03）.
77. ↑  . Hollywood Chamber of Commerce.   [2008-09-04]. （原始内容存档于2013-07-31）.
78. ↑  W. Reed Moran. . USA Today. 2001-11-15  [2007-10-17]. （原始内容存档于2007-10-10）.
79. ↑  . Internet Movie Database.   [2007-10-17]. （原始内容存档于2007-10-17）.
80. ↑  . Humane Society of the United States.   [2007-10-21]. （原始内容存档于2009-01-07）.
81. ↑  . Rocky Mountain News. 1994-01-30: 56A.
82. ↑  . Humane Society of the United States.   [2008-10-27]. （原始内容存档于2007-12-25）.
83. ↑  Yardena Arar. . Daily News of Los Angeles. 1991-01-19: L9.
84. ↑  . Humane Society of the United States.   [2008-10-27]. （原始内容存档于2008-05-10）.
85. ↑  Cohen, David X.; Groening, Matt; Kirkland, Mark; Mirkin, David. (2005). Commentary for "Lisa the Vegetarian", in The Simpsons: The Complete Seventh Season [DVD]. 20th Century Fox.
86. ↑  . Humane Society of the United States.   [2007-10-21]. （原始内容存档于2007-10-11）.
87. ↑  . Humane Society of the United States. 2009-02-24  [2009-02-25]. （原始内容存档于2009-02-28）.
88. ↑   [谁是你心目中的世界总统？]. 为什么要民主？.   [2008-09-10]. （原始内容存档于2008-06-26） （英语）.
89. ↑  . 星岛环球网. 2007-12-29  [2008-09-10]. （原始内容存档于2008-02-17） （中文）.
90. ↑  Ortved 2009，第86頁
91. ↑  . The Daily Green. 2008  [2010-03-13]. （原始内容存档于2010年1月16日）.
92. ↑  Pinsky 2007，第180頁
93. ↑  Michael Hann. . London: The Guardian. 2007-03-05  [2007-10-14]. （原始内容存档于2010-09-02）.
94. ↑  Boswell, Randy. . Vancouver Sun (Canwest News Service). 2008-11-18  [2008-11-21]. （原始内容存档于2008-12-06）.
95. ↑  . The Simpsons Shop.   [2008-10-27]. （原始内容存档于2011-10-06）.
96. ↑  . The Miami Herald. 1990-08-20.
97. ↑  . Flavor wire. October 20, 2009  [2009-10-20]. （原始内容存档于2009-10-23）.
98. ↑  Szalai, George. . The Hollywood Reporter. 2009-04-01  [2009-05-08]. （原始内容存档于2009-04-02）.
99. ↑  . Newslite. 2009-05-08  [2009-05-08]. （原始内容存档于2009-08-28）.
100. ↑  . United States Postal Service. 2009-05-07  [2009-05-24]. （原始内容存档于2011-06-06）.
101. ↑  Walk, Gary Eng. . Entertainment Weekly. 2007-11-05  [2008-09-07]. （原始内容存档于2014-11-11）.
102. ↑  Radford, Bill. . The Gazette. 2000-11-19  [2008-09-07]. （原始内容存档于2009-07-14）.
103. ↑  Shutt, Craig. . MSNBC.   [2008-09-07]. （原始内容存档于2007-07-08）.
104. ↑  MacDonald, Brady. . Los Angeles Times. 2008-04-09  [2008-09-07]. （原始内容存档于2008-12-28）.

## 延伸阅读
- Alberti, John (ed.). . Wayne State University Press. 2003. ISBN 0-8143-2849-0.
- Brown, Alan; Chris Logan. . Benbella Books. 2006. ISBN 1-932100-70-9.
- Groening, Matt; Bill Morrison. . en:HarperCollins:HarperCollins. 2006. ISBN 0060748230.
- Groening, Matt. . HarperCollins. 1991. ISBN 0-06-096582-7.